# Markus Schmitz (Philosoph)
Markus Schmitz (* 10. Oktober 1963 in Darmstadt; † 8. Januar 2009 ebenda) war ein deutscher Altphilologe und Philosoph.

## Leben
Nach Abitur am humanistischen Ludwig-Georgs-Gymnasium in Darmstadt studierte Schmitz von 1982 bis 1990 Griechisch, Latein und Philosophie in Mainz und Pavia und wurde 1994 in Marburg promoviert. Von 1994 bis 2000 war er Assistent für Gräzistik an der Universität Rostock. Ab 2000 hatte er Lehraufträge am Institut für Philosophie der Universität Rostock. Ab 2005 war er Studienassessor und dann Studienrat für Griechisch, Latein, Philosophie am Wilhelm-Gymnasium in Braunschweig. 2007 habilitierte er sich im Fach Philosophie an der Universität Rostock mit der Habilitationsschrift Rhetorische und technische Umformung der platonisch-aristotelischen Analysis in Mathematik und Philosophie der Neuzeit. Nach der Antrittsvorlesung 2007 Zur Heidegger-Interpretation Ernst Noltes. Eine Note zum Historikerstreit lehrte er als Privatdozent im Fach Philosophie an der Universität Rostock.
Seine Forschungsschwerpunkte waren philosophische Grundlagen der Mathematik, antike Philosophie, antike Wissenschaftstheorie und Letztbegründung von Ethik, auch im politischen Raum (Bewährung in Zeiten des Totalitarismus).

## Schriften (Auswahl)
- Euklids Geometrie und ihre mathematiktheoretische Grundlegung in der neuplatonischen Philosophie des Proklos  (= Epistemata. Würzburger wissenschaftliche Schriften. Band 212). Königshausen & Neumann, Würzburg 1997, ISBN 3-8260-1268-2 (zugleich Dissertation, Marburg 1994).
- Analysis – eine Heuristik wissenschaftlicher Erkenntnis. Platonisch-aristotelische Methodologie vor dem Hintergrund ihres rhetorisch-technisch beeinflussten Wandels in Mathematik und Philosophie der Neuzeit und Moderne. Hrsg. von Wolfgang Bernard und Steffen Kammler. Alber, Freiburg u. a. 2010, ISBN 978-3-495-48438-8 (zugleich Habilitationsschrift, Rostock 2007).